# Evarcha reiskindi
Evarcha reiskindi är en spindelart som beskrevs av Berry, Beatty, Prószynski 1996. Evarcha reiskindi ingår i släktet Evarcha och familjen hoppspindlar. Inga underarter finns listade i Catalogue of Life.